# Central Australia
Central Australia bezeichnet heute das zentrale Gebiet des australischen Kontinents, das sich in der weiteren Umgebung von Alice Springs befindet. Manchmal wird hierfür auch die Bezeichnung Centralia benutzt.
Zudem gab es auch ein nicht mehr existierendes australisches Territorium, welches Central Australia genannt wurde.
Der Hauptort in Central Australia ist Alice Springs, dessen Bewohner in der Mehrzahl anglo-irischer Herkunft sind. Ein Viertel der Bevölkerung besteht allerdings aus Aborigines. Diese stellen wiederum, mit Ausnahme von Barrow Creek, fast die komplette Bevölkerung aller anderen Siedlungen in diesem Gebiet. Von den ungefähr 120.000 Menschen, die in Central Australia leben, sind etwa die Hälfte Ureinwohner.

## Territorium

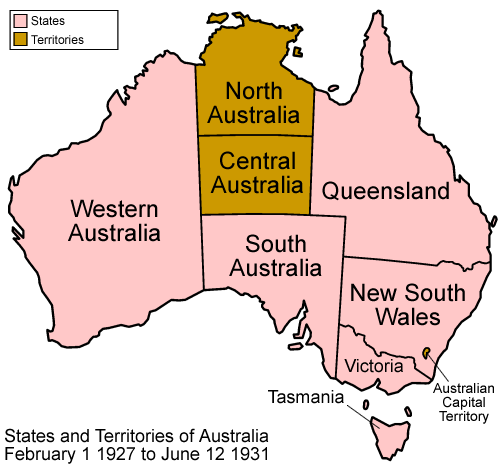
Lage des Territoriums Central Australia

Central Australia existierte als australisches Territorium vom 1. Februar 1927 bis zum 12. Juni 1931. Es wurde auf Initiative von George Pearce, einem australischen Bundesminister (Minister for Home and Territories), geschaffen. Dies wurde damit begründet, dass das Northern Territory zu groß sei, um adäquat verwaltet werden zu können. Das durch den North Australia Act 1926 geschaffene Central Australia – die Grenzlinie im Norden verlief entlang des 20. Breitengrades südlicher Breite – wurde allerdings nach gut vier Jahren wieder mit North Australia zum Northern Territory vereinigt.